# Daihatsu Hijet Caddie
La Daihatsu Hijet Caddie (ダイハツ・ハイゼットキャディー, Daihatsu Haizetto Kyadii) fou un automòbil lleuger o kei car produït pel fabricant d'automòbils japonés Daihatsu. Es tracta d'un vehicle comercial o furgoneta fabricat sobre la base del Daihatsu Wake, amb la qual comparteix la pràctica totalitat dels components. El Hijet Caddie començà la seua producció i comercialització el 13 de juny de 2016.

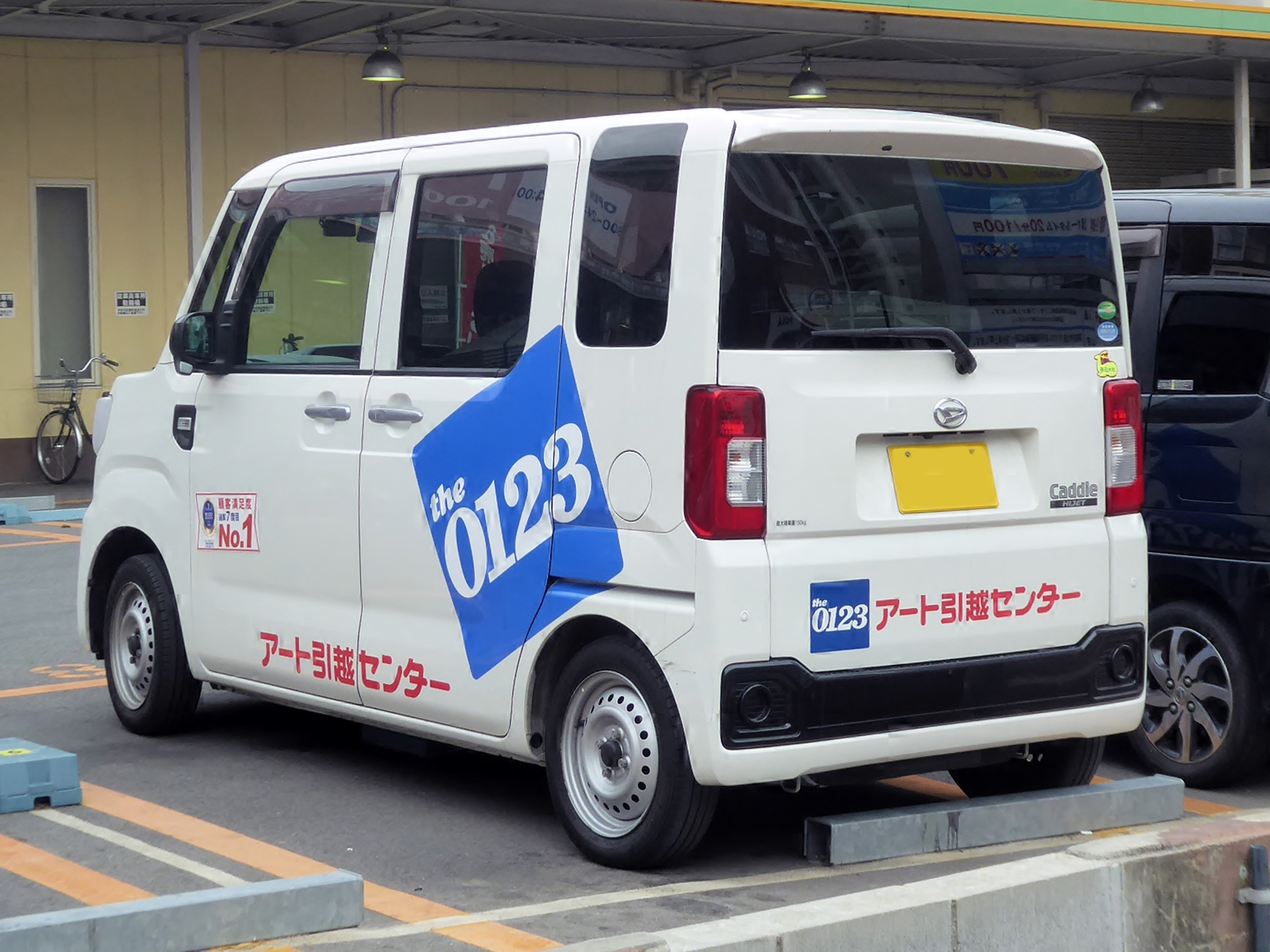
Hijet Caddie

El Hijet Caddie equipa un motor tricilíndric de 658 centímetres cúbics atmosfèric o amb turbocompressor i amb una única transmissió automàtica CVT. Segons opció, pot equipar tracció al davant o a les quatre rodes. Daihatsu publicà que el consum mitja del model és de 3,94 litres per quilòmetre per hora, així com un permís màxim de càrrega de 150 quilos. Si bé la mecànica és idèntica a la del Wake, el model besó, l'exterior i l'interior del Hijet Caddie canvia. L'interior és més auster que el del Wake i, els seients darrers, de menys qualitat, ja que estant pensats només per a viatgers ocasionals i més per a ser abatuts per a la càrrega. En tant a l'exterior, el primer que destaca és el color: blanc de sèrie amb l'opció de quatre colors més, així com la manca de graella frontal al capó i de tapaboques entre d'altres.
Daihatsu va aturar la producció i comercialització de la Hijet Caddie el 5 de febrer i el 30 de setembre de 2021 respectivament sense establir un successor directe però mantenint la producció del Daihatsu Wake, el model besó. La fi del model va vindre justificada per les baixes vendes, molt per sota de les previstes al moment del llançament.